# Kluza

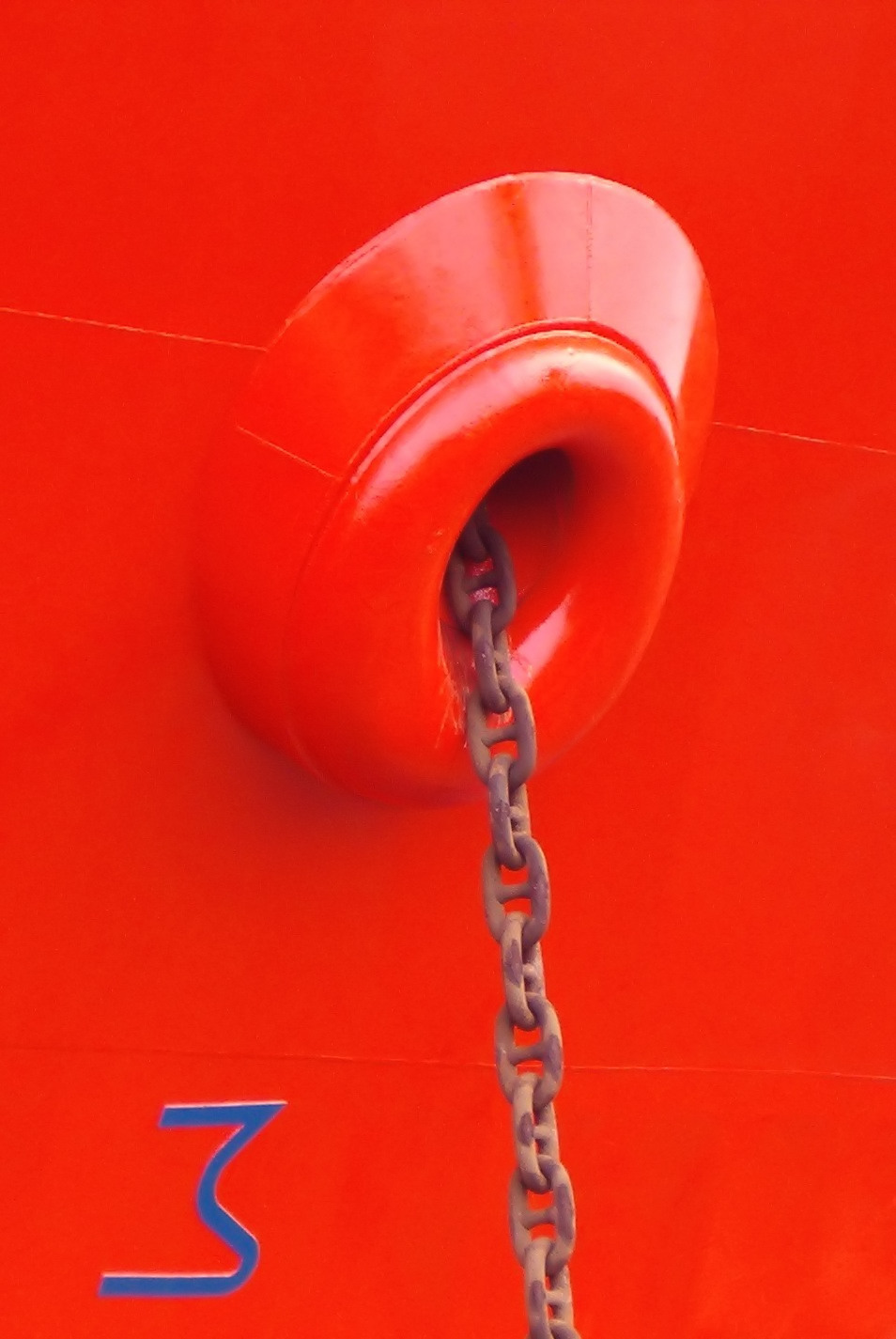
Kluza kotwiczna

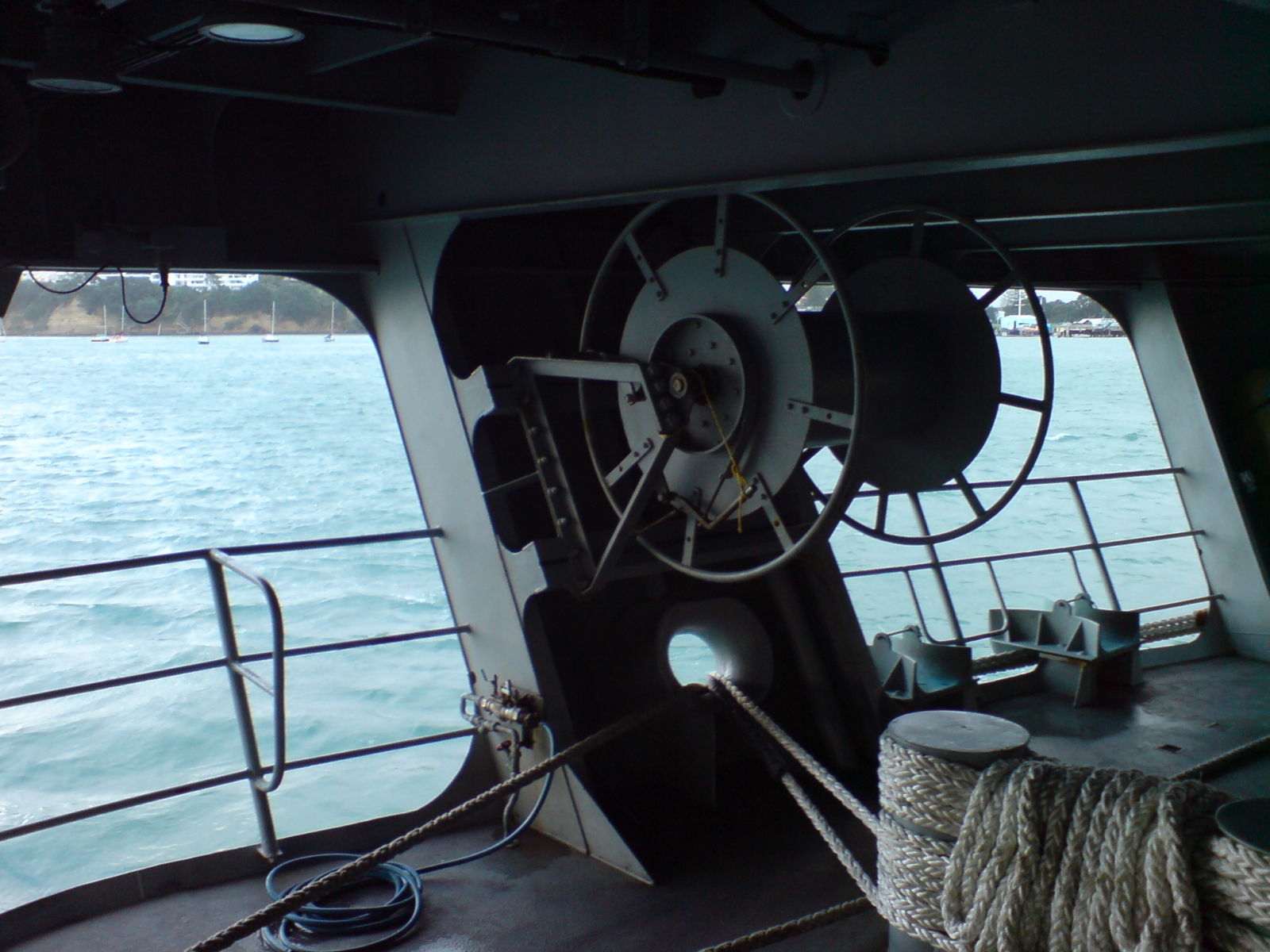
Trzy liny cumownicze przechodzące przez kluzę

Kluza (przewłoka) – okrągły lub owalny otwór w burcie, nadburciu lub powierzchni pokładu jednostki pływającej, często o wzmocnionych brzegach, przez który przeprowadza się liny cumownicze albo linę bądź łańcuch kotwiczny. Na małych jednostkach kluza może mieć postać okucia w kształcie metalowego ucha.
Stosowane są także półkluzy czyli analogiczne do otworów uchwyty, jednak z wycięciem od góry, przez które można linę lub łańcuch wkładać, zamiast przewlekania.